# Fey-en-Haye
 Fey-en-Haye  es una población y comuna francesa, en la región de Lorena, departamento de Meurthe y Mosela, en el distrito de Nancy y cantón de Dieulouard.

## Demografía
| 49 | 42 | 45 | 71 | 72 | 64 |
| Para los censos de 1962 a 1999 la población legal corresponde a la población sin duplicidades (Fuente: INSEE [Consultar]) |    |    |    |    |    |